# Full of Pep
Full of Pep er en amerikansk stumfilm fra 1919 af Harry L. Franklin.

## Medvirkende
- Hale Hamilton som Jimmy Baxter
- Alice Lake som Felicia Bocaz
- Alice Knowland
- Fred Malatesta som Lopanzo
- Charles Hill Mailes som Escamillo Gomez